# Gorenje Dole, Škocjan
Gorenje Dole so naselje v Občini Škocjan.